# Jože Gerbec
Jože Gerbec, slovenski, strokovnjak za poštni promet in politik, * 19. junij 1914, Šapjane, † (?) 1975, (?).
Med 2. svetovno vojno se je pridružil partizanom. Po osvoboditvi je bil poslanec Skupščine Socialistične republike Slovenije, predsednik gospodarskega zbora sveta proizvajalcev pri skupščini SRS, član skupščinske gospodarske zbornice SRS, član republiškega štaba za boj proti naravnim in drugim nesrečam, direktor skupnosti PTT v Ljubljani in direktor združenega podjetja PTT Slovenija, iz katerega sta kasneje z razdružitvijo nastali novi podjetji Pošta Slovenije in Telekom.